# Miljøstyrelsen
Miljøstyrelsen er en del af Miljøministeriet, som administrerer lovgivningen om den miljøbeskyttelse, der skal sikre ren luft, vand og jord og gode levevilkår for mennesker, dyr og natur. Dette varetager styrelsen ved at administrere en række arbejdsområder.
I 1972 blev Styrelsen blev oprettet som en styrelse under Ministeriet for forureningsbekæmpelse, der året efter ændrede navn til Miljøministeriet. Styrelsens første direktør var Ejler Koch. Blandt senere direktører skal nævnes Jens Kampmann og Steen Gade, der ligesom Koch begge havde en fortid som folketingsmedlemmer. I dag er styrelsens direktør Lars Hindkjær; desuden har styrelsen tre vicedirektører.

## Arbejdsområder
Miljøstyrelsen har i hovedsagen fem arbejdsområder:
- Daglig administration af regler på miljøområdet.
- Forberedelse af lovgivningsarbejde og støtte til miljøministerens arbejde
- Kontakt til erhvervslivet
- Borgerkontakt
- Vidensformidling

## Administration
Miljøstyrelsen administrerer en række love, bekendtgørelser og EU-retsakter, som bl.a. handler om miljøbeskyttelse, kemiske stoffer og produkter, affaldshåndtering og forurenet jord. I den forbindelse er det væsentligt, at mere end halvdelen af nye miljøregler må udformes efter krav i EU-direktiver. Styrelsen er bevidst om, at både borgere og erhvervsliv prioriterer hurtig og præcis sagsbehandling og retssikkerhed højt, og derfor har man som mål, at forvaltningen skal være præget af enkelhed og overskuelighed.
Miljøstyrelsen godkender fx pesticider, før de må markedsføres i Danmark. Det giver anledning til ca. 200 konkrete sager om året. Desuden er det styrelsens opgave at overvåge import og eksport af affald, hvad der fører til ca. 480 sager om året. Endelig har Miljøstyrelsen en række andre tilsyns- og kontrolfunktioner, som f.eks. drejer sig om Kemikalieinspektionens kontrol med, at regler om kemiske stoffer i kosmetik, legetøj og andre produkter overholdes.

## Ministerarbejde
Miljøstyrelsen har til opgave at forberede miljøministerens beslutninger, og dens embedsfolk skal føre politiske beslutninger, der tages af regering of Folketing, ud i livet. I dette politiske arbejde indgår også arbejdet med at tilrettelægge besvarelser på de ca. 1.100 meget forskellige ministersager. I praksis kan denne side af styrelsens arbejdsområde spænde fra udkast til lovforslag om forurenet jord, svar på spørgsmål fra en borger om allergifremkaldende stoffer eller røg fra naboens brændeovn til forslag om nye politiske initiativer på affaldsområdet.

## Forholdet til erhvervslivet
Miljøstyrelsens opfatter sig som en servicefunktion for dansk erhvervsliv, hvad enten partnerne er de enkelte industri- og landbrugsvirksomheder, rådgivnings- og konsulentfirmaer eller de forskellige organisationer, der repræsenterer erhvervslivets interesser. Styrelsen forventer, at det globaliserede marked vil blive præget af krav til miljømæssig ansvarlighed, og derfor er denne side af sagen også afgørende for virksomhederne. I den forbindelse tilbyder styrelsen tidlige drøftelser af vedtagne og kommende beslutninger i EU, WTO, WHO og andre internationale organisationer, sådan at virksomhederne kan omstille sig i tide.

## Forholdet til borgerne
På borgersiden ønsker Miljøstyrelsen at formidle ny viden og data om krydsfeltet mellem miljø, sundhed og forbrug, og man arbejder på at formidle den nyeste viden og knowhow på disse felter. Styrelsen tilbyder, at skaffe danskere let adgang til de relevante oplysninger på områder som nye regler på miljøområdet, ny viden om produkter, meddelelser om nyopdagede risici, eller vejledninger om, hvordan man som borger kan handle miljømæssigt forsvarligt i hverdagen.

## Vidensformidling
Miljøstyrelsen anser selv faglig indsigt og opdateret miljøviden som nødvendige redskaber i dens arbejde. Det har ført til, at man har oprettet og vedligeholder flere end 60 databaser om miljøforhold. Desuden gennemfører styrelsen egne projekter bl.a. med overvågning og beskrivelse af miljøforholdene i Danmark. Det betyder, at styrelsen kan dokumentere de økonomiske konsekvenser af de forskellige miljøinitiativer, og denne viden når befolkningen via vejledninger og publikationer, et omfattende websted med relevante og aktuelle oplysninger fra styrelsen..

## Klagemulighed
Det er muligt at påklage Miljøstyrelsens afgørelse til Miljøministeriet og i sidste instans til miljøministeren; dette skyldes, at Miljøstyrelsen er en del af Miljøministeriet.

## Eksterne links
- Miljøstyrelsens hjemmeside

55°24′17″N 10°23′17″Ø / 55.4046°N 10.3881°Ø